# L'Apparition de la Vierge à saint Jacques le Majeur
L'Apparition de la Vierge à saint Jacques le Majeur est un tableau peint vers 1629-1630 par Nicolas Poussin. 

## Historique de l'œuvre
Le tableau, selon Giovanni Pietro Bellori, le biographe de Poussin, a été peint pour la ville de Valenciennes, alors située dans les Pays-Bas espagnols. Il pourrait avoir été commandé par un général espagnol pour orner un retable d'une église, mais aucune localisation plus précise n'a pu être attestée. Il pourrait s'agir de l'église Saint-Jacques. Selon son autre biographe, il a été réalisé vers 1630. Le tableau entre dans les collections du duc de Richelieu à une date et d'une manière inconnues. Le Bernin, lors de son séjour à Paris, admire le tableau dans la collection du duc le 13 octobre 1665. Il est acquis par le roi avec douze autres tableaux de Poussin en décembre de cette même année (dont Les Saisons) et reste dès lors au sein des collections royales.
Le tableau est signalé dans les inventaires parmi les œuvres conservées par le peintre Charles Le Brun jusqu'à sa mort en 1690, dans l'hôtel de Gramont à proximité du palais du Louvre. Un autre inventaire le localise à partir de 1695 au château de Versailles et plus précisément dans le Salon de l'Abondance en 1703. Il est restauré puis exposé dans le palais du Luxembourg à l'occasion de son ouverture au public en 1750. Il est exposé au sein du Muséum français, dans le palais du Louvre à son ouverture en 1793. En 1797, il est renvoyé à Versailles mais retourne au Louvre dès 1810.

## Description
Le tableau représente une apparition de la Vierge dans la ville espagnole de Saragosse, assise sur un pilier de jaspe et entouré d'anges, ordonnant à Jacques le Majeur d'aller évangéliser l'Espagne. L'inspiration divine prend la forme du vent qui s'engouffre dans le voile de la Vierge, tandis qu'une lumière, elle-aussi divine, illumine le visage du saint. Il est inspiré dans sa composition d'une autre Apparition de la Vierge à saint Jacques peinte par Carlo Saraceni pour l'église Santa Maria in Monserrato, une des églises nationales des Espagnols à Rome. Le tableau a aujourd'hui disparu mais il est connu par une gravure de Philippe Thomassin. Il est proche dans son style d'une toile contemporaine et de dimensions similaires, Le Martyre de saint Érasme. Tout comme ce dernier, il s'agit de l'une des rares peintures de retables peintes par Poussin.